# Friedrich Georg Wilhelm Struve
Friedrich Georg Wilhelm Struve (soms ook geschreven als Von Struve) (Russisch: Василий Яковлевич Струве, Vasilij Jakovlevitsj Stroeve) (Altona, 15 april 1793 – Poelkovo, nabij Sint-Petersburg, 23 november 1864) was een Duits-Russisch astronoom.

## Biografie
Struve werd geboren in Altona (tegenwoordig onderdeel van Hamburg), dat destijds deel uitmaakte van Denemarken. Struve’s familie verhuisde tijdens zijn jeugd van het door Frankrijk bezette Duitsland naar het Keizerrijk Rusland om aan de dienstplicht te ontkomen.
In 1808 ging Struve studeren aan de Universiteit van Tartu in Estland. Aanvankelijk studeerde hij filologie, maar al snel stapte hij over op astronomie. Van 1813 tot 1820 gaf hij les aan de universiteit, en observeerde hij de sterren vanuit het Tartu-observatorium. In 1820 werd hij professor en directeur van het observatorium.
Friedrich Georg Wilhelm Struve bleef tot 1839 in Tartu, waar hij zich vooral bezighield met de studie naar dubbelsterren en geodesie. In 1826 kreeg hij voor zijn werk op dit gebied de Gouden medaille van de Royal Astronomical Society. In 1833 werd hij verkozen tot lid van de Kungliga Vetenskapsakademien.
In 1839 richtte hij het Poelkovo-observatorium in Sint-Petersburg op. In 1862 ging hij met pensioen daar zijn gezondheid verslechterde.
De planetoïde 768 Struveana is vernoemd naar Friedrich Georg Wilhelm Struve, alsmede naar Otto Wilhelm en Karl Hermann Struve.

## Werken
Struve is vooral bekend geworden door zijn observaties van dubbelsterren, waar hij zich vele jaren mee bezighield. Hoewel dubbelsterren eerder al waren bestudeerd door William Herschel, John Herschel en Sir James South, waren Struve’s observaties van duidelijk grotere en betere opzet. Hij ontdekte een groot aantal nieuwe dubbelsterren, waarover hij in 1827 een catalogus publiceerde getiteld Catalogus novus stellarum duplicium.
Struve deed nauwkeurige berekeningen naar het patron en de positie van 2714 dubbelsterren. Hierover schreef hij in zijn werk Stellarum duplicium et multiplicium mensurae micrometricae. Ook berekende hij in 1843 de "constante van aberratie". Hij was de eerste die de parallax van Wega heeft gemeten.
In zijn werk d'Astronomie Stellaire: Sur la voie lactee et sur la distance des etoiles fixes uit 1847 identificeerde Struve als eerste astronoom ooit de effecten van interstellaire extinctie.
Struve had ook interesse in geodesie. In 1831 publiceerde hij Beschreibung der Breitengradmessung in den Ostseeprovinzen Russlands.

## New General Catalogue
F. G. W. von Struve ontdekte 6 deepsky objecten die elk een plaats kregen in de New General Catalogue: NGC 629, NGC 2202, NGC 6210, NGC 6572, NGC 6648, NGC 6873.

## Familie
Struve kwam uit een bekende dynastie van astronomen, die in totaal 5 generaties besloeg.
Struve was de zoon van Jacob Struve (1755–1841). In 1815 trouwde hij met Emilie Wall (1796–1834) in Altona. Samen kregen ze 12 kinderen, van wie er vier echter jong stierven. Onder deze kinderen bevonden zich Otto Wilhelm von Struve, Heinrich Vasilyevich Struve (1822–1908), en Bernhard Vasilyevich Struve (1827–1889).. Nadat zijn eerste vrouw stierf, trouwde Struve met Johanna Henriette Francisca Bartels (1807–1867); dochter van de wiskundige Martin Bartels. Met haar kreeg hij nog eens zes kinderen, waaronder Karl de Struve (1835–1907).
Struve was grootvader van Karl Hermann Struve, en overgrootvader van Otto Struve (directeur van het Yerkes-observatorium).